# Million Lights - A Collection of Songs by Trisomie 21
Million Lights - A Collection of Songs by Trisomie 21 è un album discografico del gruppo musicale francese Trisomie 21, pubblicato nel 1987.

## Tracce
1. The Hazy Ridge
2. Sunken Lives
3. There's a Strange Way This Morning?
4. Sharing Sensation
5. The Rickshaw
6. The Fairylike Show
7. Some Twenty One Miles from the Coast
8. Magnified Section of Dreams
9. The Clencher
10. Million Lights